# Mynigma
Mynigma (auch bekannt als M) ist ein E-Mail-Client mit integrierter Verschlüsselung. Für privaten Gebrauch ist das Programm kostenlos.
Der Name „Mynigma“ leitet sich vom griechischen Wort „Ainigma“ (αἴνιγμα, „Rätsel“) ab.

## Funktionalität
Die Besonderheit von Mynigma ist der Verschlüsselungsmechanismus, der automatisch aktiviert wird, insofern beide Parteien den Client benutzen.
Mynigma legt starken Wert auf Benutzerfreundlichkeit und richtet sich damit auch insbesondere an technisch weniger versierte Nutzer.

## Auszeichnungen
Mynigma wurde im Jahr 2015 für seine einzigartige Kombination aus Sicherheit und Benutzerfreundlichkeit mit dem CeBIT Innovation Award ausgezeichnet.
Die Firma belegte außerdem den zweiten Platz beim Gründerpreis der Berliner Sparkasse.

## Namensänderungen
Aufgrund der möglichen Verwechslungsgefahr mit dem Instantmessenger MyEnigma wurde das Programm im März 2015 in M umbenannt. Nach der Ankündigung von Facebook M im August 2015 wurde der Name wieder in Mynigma geändert.

## Privatsphäre
Die Version für Privatnutzer des Programms ist dezentral (Peer-to-Peer). Es wird kein zentraler Server verwendet und es werden keine Nutzerdaten gesammelt.

## Sicherheit
Mynigma basiert auf Ende-zu-Ende-Verschlüsselung. Die Schlüssel für die Entschlüsselung liegen nur auf dem Gerät des Nutzers.
Das Verschlüsselungsformat ist öffentlich zugänglich und der Quelltext ist unter einer GPL-Lizenz veröffentlicht.
Mynigma verwendet RSA mit 4096-Bit-Schlüsseln und OAEP-Padding, AES im CBC-Modus mit 128-Bit-Schlüsseln und zufälligem IV und SHA-512 als Hashing-Algorithmus.
Das Verschlüsselungsformat ist beweisbar CCA-sicher und verschlüsselt sowohl Betreffzeilen als auch den Nachrichtenbody und Anhänge.

## Man-in-the-Middle-Angriffe
Wie bei vielen Systemen, die auf dem Trust-on-first-use-Prinzip basieren, ist Mynigma grundsätzlich auch für Man-in-the-Middle-Angriffe anfällig. Das kann aber, ähnlich wie beim Sofortnachrichtendienst Threema, durch Abgleich eines digitalen Fingerabdrucks (z. B. über das Telefon) oder durch Scannen eines QR-Codes verhindert werden.

## Presseberichte
Über Mynigma wurde in zahlreichen nationalen Zeitungen (u. a. Tagesspiegel, FAZ, die Welt) berichtet. Mynigma erschien in der sechsten Ausgabe des Magazins The Hundert.